# آموس كاسيلمان
آموس كاسيلمان (بالإنجليزية: Amos Casselman)‏ هو نبال أمريكي، ولد في 14 نوفمبر 1850 في كانتون في الولايات المتحدة، وتوفي في 30 نوفمبر 1929 في واشنطن العاصمة في الولايات المتحدة.

## وصلات خارجية
- آموس كاسيلمان على موقع أوليمبيديا (الإنجليزية)